# Bernard de Fargues

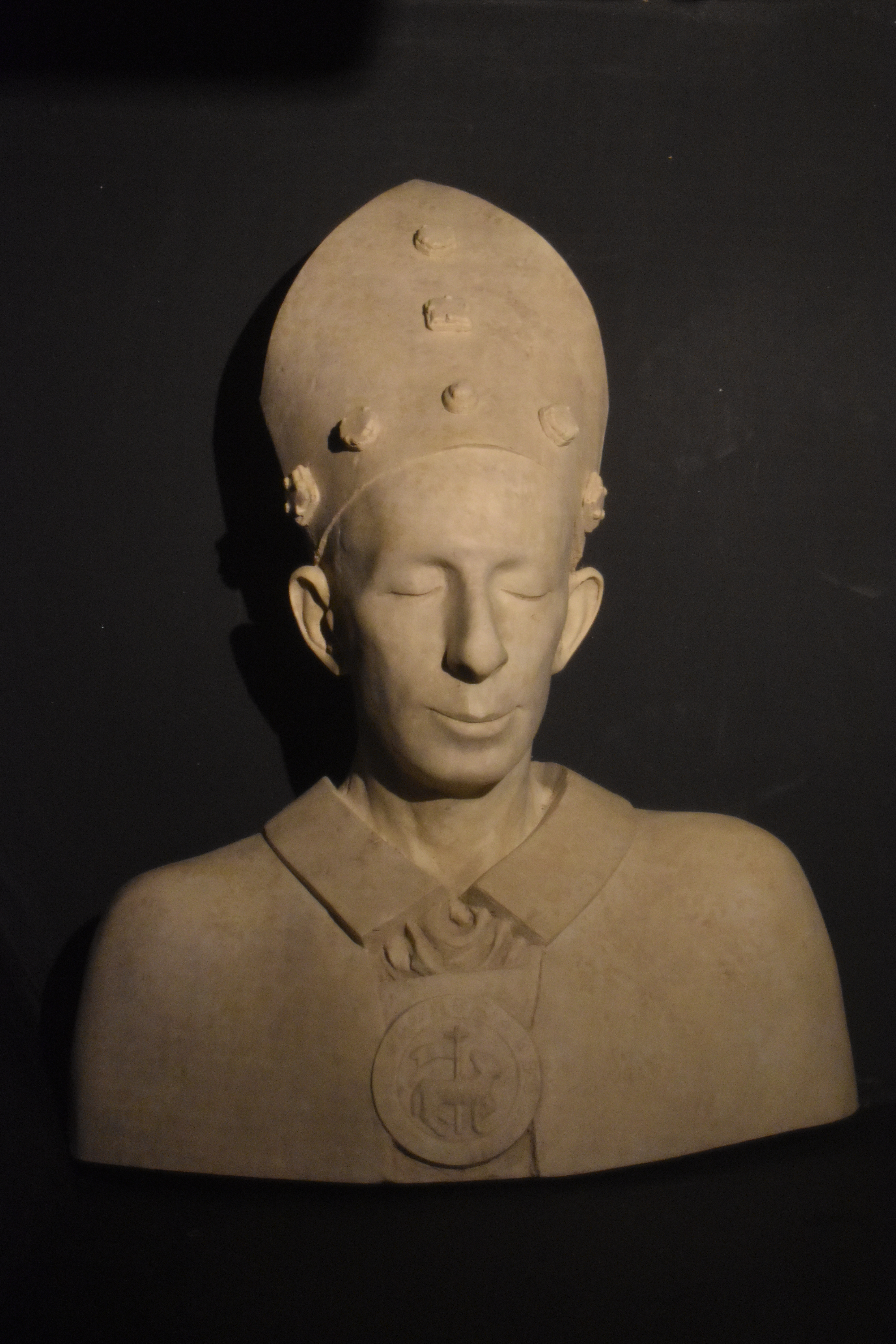
Büste von Bernard de Fargues in der Burg Villerouge-Termenès

Bernard de Fargues oder de Farges oder de Fargis († Juli 1341) war ein französischer katholischer Bischof; er war Erzbischof von Rouen und anschließend Erzbischof von Narbonne.

## Leben
Bernard de Fargues ist der Sohn von Raymond de Fargues (Fargis), Chevalier, Seigneur de Clermont-Lodève, und Assalide (alias Jeanne, Marquèze) de Goth, einer Schwester von Papst Clemens V. Aufgrund der familiären Beziehung hatten seine Brüder wie er selbst hohe kirchliche Positionen inne.
- Raymond Guilhem de Fargues, 1310–1363 Kardinal
- Amanieu de Fargues, 1313–1356 Bischof von Agen
- Béraud de Fargues, 1314–1344 Bischof von Albi

Als Archidiakon von Beauvais folgte er am 25. Februar 1306 seinem Großonkel Bertrand de Goth als Bischof von Agen. Am 4. Juni desselben Jahres wurde er zum Erzbischof von Rouen ernannt, wozu er aufgrund seiner Jugend er einen Dispens des Papstes (d. h. seines Onkels) benötigte. Im Jahr 1308 lud ihn Clemens V. zum Konzil von Vienne ein. Er nahm am Templerprozess teil und leitet das Konzil von Pont-de-l’Arche im Jahr 1310.
Am 15. Mai 1311 wurde er zum Erzbischof von Narbonne ernannt und tauschte das Amt mit Gilles Aycelin de Montaigut. Er gründete 1317 das Collège de Narbonne in Paris, das neun Stipendiaten aus seiner Diözese aufnehmen sollte. Er soll auch die Stiftskirche Saint-Étienne de Capestang im Jahr 1330 gegründet und den erzbischöflichen Palast (Burg der Erzbischöfe von Narbonne) im gleichen Ort ausgebaut haben, insbesondere den oberen Saal. Nach einem Prozess ließ er 1321 Guilhem Bélibaste, den letzten bekannten katharischen Parfait, in der Burg Villerouge-Termenès verbrennen.
Er starb im Juli 1341 und wurde in der Kathedrale von Narbonne bestattet.